# GO Transit
Pour les articles homonymes, voir GOT.

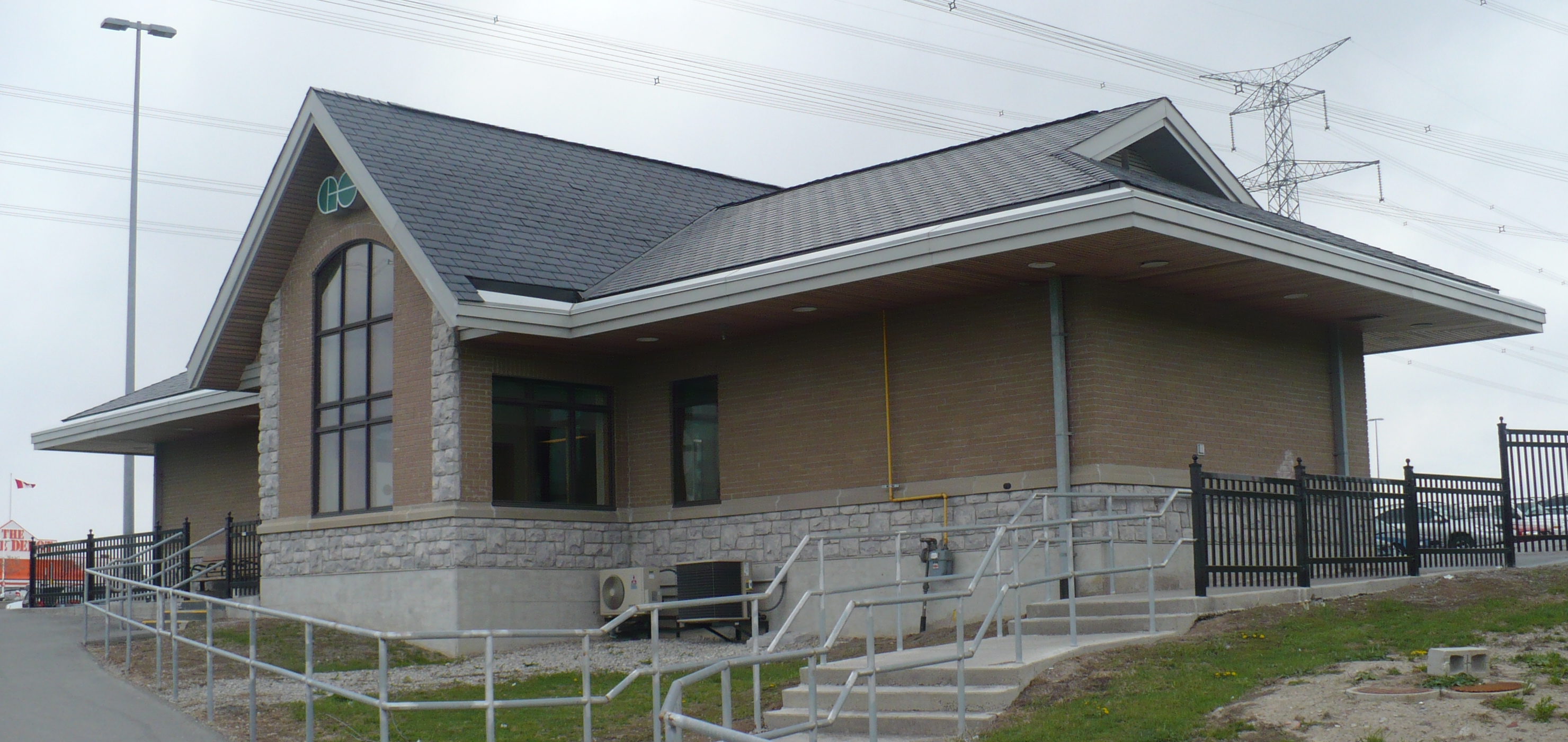
Gare de Langstaff, sur la ligne Richmond Hill.

GO Transit (sigle de l'AAR: GOT; ou Government of Ontario Transit auparavant), officiellement le Réseau GO en français, est le premier système de transport inter régional du Canada et le seul en Ontario, créé pour relier Toronto aux régions environnantes du Grand Toronto et de Hamilton. GO transporte 47 millions de passagers par an avec un réseau étendu de trains et d'autobus.

## Origine du nom
Le nom GO est un sigle pour Government of Ontario (gouvernement de l'Ontario), son propriétaire. Cependant, depuis 7 août 1999 il n'est plus officiellement un sigle.

## Histoire
Depuis le début du service régulier en 23 mai 1967, plus de 750 millions de passagers ont voyagé à bord des trains et des autobus de GO Transit.
Le réseau bénéficia de plusieurs plans d'investissement en particulier dans les années 1990,,, ce qui permet au réseau de passer de deux lignes en 1967 (2,5 millions de passagers) à sept lignes en 2000 (41 millions de passagers).
Le gouvernement de l'Ontario accorda en novembre 2007 à la société Bombardier Transportation l'exploitation du réseau pour cinq ans avec une option de quinze années supplémentaires. Le réseau comptait alors un parc de 169 trains.
Le réseau comprend 429 km de lignes dont 341 km appartiennent à Metrolinx.
Il appartient à Metrolinx depuis 2009.

## Réseau lignes ferroviaires
GO Transit gère sept lignes de trains de banlieue :
- Ligne Lakeshore West vers Hamilton, avec les autobus connectant à Niagara Falls
- Ligne Lakeshore East vers Oshawa, avec les autobus connectant à Newcastle et Peterborough
- Ligne Barrie vers Barrie
- Ligne Kitchener vers Kitchener
- Ligne Milton vers Milton, avec les autobus connectant à Waterloo
- Ligne Stouffville vers Lincolnville, avec les autobus connectant à Uxbridge
- Ligne Richmond Hill vers Richmond Hill